# NF-κB
El NF-kB (factor nuclear potenciador de les cadenes lleugeres kappa de les cèl·lules B activades) és un complex proteic que controla la transcripció de l'ADN. NF-kB es troba en la majoria de tipus de cèl·lules animals i està implicat en la resposta cel·lular davant estímuls com l'estrès cel·lular, les citocines, radiació ultraviolada, LDL oxidades i antígens bacterians o virals.El NF-κB juga un paper clau entre altres, en la resposta inflamatòria i la resposta a l'estrès oxidatiu. La regulació defectuosa de l'NF-kB està relacionada amb el càncer, malalties inflamatòries i autoimmunes, xoc sèptic, infeccions virals o un desenvolupament immune inadequat. També està implicat en processos de plasticitat sinàptica i de memòria.

## Estructura
Totes les proteïnes de la família dels NF-κB comparteixen un domini d'homologia Rel a l'extrem N-terminal. Una subfamília de proteïnes NF-κB, incloses RelA, RelB i c-Rel, tenen un domini de transactivació al seu extrem C-terminal. En contrast, les proteïnes NF-κB1 i NF-κB2 són sintetitzades com a precursors, p105 i p100, que després de madurar donen lloc a les subunitats de NF-κB, p50 i p52 respectivament. La maduració de p105 i p100 està intervinguda per la via ubiquitina/proteosoma i implica la degradació selectiva del C-terminal de la regió que conté repeticions d'anquirina. Mentre que la formació de p52 a partir de p100 és un procés altament regulat, p50 es forma a partir de p105 per un procés constitutiu.